# فردیناند براکه
فردیناند براکه (اسپانیایی: Ferdinand Bracke‎؛ زادهٔ ۲۵ مهٔ ۱۹۳۹) دوچرخه‌سوار اهل بلژیک است.
از باشگاه‌هایی که در آن رکاب زده‌است می‌توان به تیم دوچرخه‌سواری پژو اشاره کرد.
وی در مسابقات کشوری و بین‌المللی در مجموع برندهٔ ۲ مدال طلا، ۴ مدال نقره، ۱ مدال برنز شده‌است.